# Kim Byung-jun
Kim Byung-jun (né le 15 août 1991 à Pohang) est un athlète sud-coréen, spécialiste du 110 m haies.
Son meilleur temps est de 13 s 43, record national, obtenu à Incheon le 30 septembre 2014 pour remporter la médaille d'argent des Jeux asiatiques. Le 9 mai 2012, il avait couru en 13 s 79 à Gimcheon, temps qu'il avait porté à 13 s 61 à Tianjin le 9 octobre 2013.
Le 24 avril 2015 à Gainesville, il remporte le meeting en 13 s 53.
Le 12 juin 2017, il porte son record à 13 s 39 à Bangkok.

## Palmarès
| Date | Compétition         | Lieu    | Résultat | Épreuve     | Performance |
| ---- | ------------------- | ------- | -------- | ----------- | ----------- |
| 2014 | Jeux asiatiques     | Incheon | 2e       | 110 m haies | 13 s 43     |
| 2015 | Championnats d'Asie | Wuhan   | 3e       | 110 m haies | 13 s 75     |
| 2018 | Jeux asiatiques     | Jakarta | 5e       | 110 m haies | 13 s 57     |